# 青山会
青山会（せいざんかい）は、民主党のグループ。通称、樽床グループ。

## 概要
鳩山由紀夫内閣総理大臣・民主党代表の辞任に伴う2010年6月民主党代表選挙で樽床伸二を支持した議員らを中心に30名が参加し、2010年10月4日に発足した。グループ名は月性の漢詩の「人間到る処青山あり（じんかん、いたるところせいざんあり）」の句に由来する。毎週木曜日に定例会を開いていた。
同代表選後の党役員人事では樽床が国会対策委員長に就任した。2011年1月14日に発足した菅第2次改造内閣では松本剛明が外務大臣として初入閣した。8月の代表選では樽床が出馬に意欲を見せたが野田佳彦と前原誠司の候補者一本化調整に埋没して断念し、樽床が青山会を野田支持でまとめようとしたことに異論も出たため、自主投票の方向となった。同選挙後の党役員人事では樽床が幹事長代行に就任した。2012年9月の代表選では青山会として野田再選を支持し、10月1日に発足した野田第3次改造内閣では樽床が総務大臣、三井辨雄が厚生労働大臣として初入閣したが、12月の第46回衆議院議員総選挙で松本と笠浩史以外は落選し、議員グループとして消滅した。
その後、事務局長を務めた笠が2014年4月の細野派（他の党内グループとの掛け持ちを認めない派閥）結成に参加、幹事長を務めた松本が2015年11月に民主党を離党、会長を務めた樽床が2016年4月に民進党を離党するなど、旧幹部の離散が相次いだ。
議員グループとしての消滅後も政治団体としての「青山会」は休眠状態のまま残っていたが、2020年12月11日に解散が届け出られた。

## 所属していた国会議員一覧

### 衆議院議員
自由民主党
- 松本剛明[10][11][12][注 1]（9回、兵庫11区）

立憲民主党
- 小宮山泰子[11][注 2]（8回、埼玉7区）
- 笠浩史[10][11][12][注 3]（8回、神奈川9区）
- 伴野豊[10][11][12][注 4]（7回、愛知8区）
- 今井雅人[10][注 5]（5回、岐阜4区）
- 森山浩行[10][注 6]（4回、比例近畿・大阪16区）

国民民主党
- 向山好一[10][12]（2回、比例近畿・兵庫3区）

日本維新の会
- 市村浩一郎[10][11][12][注 7]（5回、比例近畿・兵庫6区）

### 元衆議院議員
民進党
- 奥田建[10][11][12]（4回、石川1区）
- 三井辨雄[11][12]（4回、北海道2区）
- 大谷信盛[10][11][12]（3回、大阪9区）
- 網屋信介[10][12]（1回、比例九州・鹿児島5区）
- 大西孝典[10][12]（1回、比例近畿・奈良4区）
- 道休誠一郎[10][12]（1回、比例九州・宮崎2区）
- 早川久美子[10]（1回、比例東京・東京17区）
- 松岡広隆[10][12]（1回、比例近畿）

希望の党
- 松野頼久[10][11][12][注 8]（6回、比例九州・熊本1区）
- 田村謙治[注 9]（3回、静岡4区）
- 石津政雄[10][12][注 10]（1回、茨城2区）
- 勝又恒一郎[10][12][注 11]（1回、比例南関東・神奈川15区）

日本維新の会
- 山本剛正[10][12][注 12]（2回、比例九州・福岡1区）
- 水戸将史[10][11][注 13]（1回・参院1回、比例南関東・神奈川5区）

自由民主党
- 長尾敬[12][注 14]（3回、大阪14区）

無所属
- 樽床伸二[11][注 15]（6回、比例近畿）
- 筒井信隆[11][12]（5回、新潟6区）
- 本村賢太郎[10][12][注 16]（3回、比例南関東・神奈川14区）
- 相原史乃[10][注 17]（1回、比例南関東）
- 打越明司[10][注 18]（1回、比例九州・鹿児島2区）
- 高橋英行[10][注 19]（1回、比例四国・愛媛4区）
- 樋口俊一[10][12][注 20]（参院1回・1回、比例近畿）

### 元参議院議員
無所属
- 金子洋一[10][注 21]（2回、神奈川県）
- 安井美沙子[10][12][注 22]（1回、愛知県）

## 政治資金収支報告書の記載
| 年                 | 本年収入額  | 備考          |
| ------------------ | ----------- | ------------- |
| 2010年（平成22年） | 56万5000円  | [ 10 ] [ 13 ] |
| 2011年（平成23年） | 224万8000円 | [ 11 ]        |
| 2012年（平成24年） | 126万円     | [ 12 ]        |
| 2013年（平成25年） | 0円         | [ 14 ]        |